# Hípica als Jocs Olímpics d'estiu de 1900 - Repartir correu a cavall
Repartir correu a cavall va ser una de les proves d'hípica dels Jocs Olímpics d'Estiu de 1900. A la llista de participants hi havia 31 inscrits, dos d'ells per duplicat, i es coneix el nom de tots ells. Més enllà dels quatre primers es desconeix quants d'ells van competir realment.
La prova consistia a repartir correu porta a porta en un recorregut de 2 km tot conduint un cotxe de correus tirat per cavalls.
Les fonts anteriors al 1996 sovint no enumeraven aquesta prova com a olímpica. El web del COI ha confirmat un total de 95 proves de medalles, després d'acceptar la recomanació de l'historiador olímpic Bill Mallon sobre proves que haurien de considerar-se "olímpiques".

## Resultats
| Posició | Genet                 |
| ------- | --------------------- |
| 1       | Georges Nackelmackers |
| 2       | Léon Thome            |
| 3       | Baró de Neuflize      |